# NGC 3687
NGC 3687 ist eine Balken-Spiralgalaxie vom Hubble-Typ SBbc im Sternbild Großer Bär. Sie ist schätzungsweise 111 Millionen Lichtjahre von der Milchstraße entfernt.
Das Objekt wurde am 22. Februar 1789 von Wilhelm Herschel entdeckt.